# ويليام براون
ويليام براون (بالإنجليزية: William Brown)‏ (و. 1881 – 1952 م) هو نفساني، وطبيب نفسي، من المملكة المتحدة، كان عضوًا في كلية الأطباء الملكية، توفي عن عمر يناهز 71 عاماً.